# Cloniophorus mucheia
Cloniophorus mucheia es una especie de escarabajo longicornio del género Cloniophorus, tribu Callichromatini, subfamilia Cerambycinae. Fue descrita científicamente por Thomson en 1858.

## Descripción
Mide 14-22 milímetros de longitud.

## Distribución
Se distribuye por Camerún, Gabón, Ghana, Guinea Ecuatorial, República Centroafricana, República Democrática del Congo y Sierra Leona.